# Schiedam Nieuwland vasútállomás
Schiedam Nieuwland vasútállomás vasútállomás Hollandiában, Schiedam városában.

## Vasútvonalak
Az állomást az alábbi vasútvonalak érintik:
- Schiedam–HoekvanHolland-vasútvonal
- Ligne B
- Ligne A

## Kapcsolódó állomások
A vasútállomáshoz az alábbi állomások vannak a legközelebb:
- Vlaardingen Oost vasútállomás (Vlaardingen West vasútállomás, délnyugat, Ligne A)
- Schiedam Centrum vasútállomás (Binnenhof, északkelet, Ligne A)
- Vlaardingen Oost vasútállomás (Hoek van Holland Strand metro station, Ligne B)
- Schiedam Centrum vasútállomás (Nesselande, Ligne B)